# 吉信粛
吉信 粛（よしのぶ すすむ、1927年4月24日 - ）は、日本の経済学者。経済学博士（京都大学・論文博士・1992年）。関西大学名誉教授。

## 略歴
東京渋谷生まれ。1952年京都大学経済学部卒業。1957年同大学院博士課程満期退学、関西大学商学部講師、1960年助教授、1967年教授、1997年定年、名誉教授。1992年「古典派貿易理論の展開」で京都大学より経済学博士の学位を取得。九条の会会員。

## 著書
- 『貿易論講義』玄文社 1980
- 『古典派貿易理論の展開』同文館出版 1991
- 『国際分業と外国貿易』同文舘出版 1997

### 共編著
- 『世界経済と帝国主義』小野一一郎,行沢健三共編 有斐閣 1973
- 『南北問題入門』小野一一郎共編 有斐閣双書 1979
- 『両大戦間期のアジアと日本』小野一一郎共編 大月書店 現代資本主義叢書 1979
- 『現代世界経済論の課題と日本』編著 同文館出版 1989
- 『貿易論を学ぶ』編 有斐閣選書 1982

### 翻訳
- グンター・コールマイ『社会主義世界市場 発生,特徴および社会主義建設にたいする意義』松井清共訳 日本評論新社 1957